# اردم اوزگنچ
اردم اوزگنچ (انگلیسی: Erdem Özgenç؛ زادهٔ ۲۲ اوت ۱۹۸۴) بازیکن فوتبال اهل ترکیه است.
از باشگاه‌هایی که در آن بازی کرده‌است می‌توان به باشگاه ورزشی بولوسپور، باشگاه فوتبال کاردمیر قره‌بوک‌اسپور، باشگاه فوتبال کارتال‌اسپور، باشگاه فوتبال بورسااسپور، و باشگاه فوتبال فنرباغچه اشاره کرد.